# Attentat de l'Historil
L'attentat de l'Historil est un attentat à la bombe perpétré le 18 mars 1987 contre le café l'Historil, fréquenté par les forces françaises à Djibouti. 
Ayant fait au moins une dizaine de morts (dont quatre militaires français) et une quarantaine de blessés, il est revendiqué par un certain Hamouda Hassan Adouani au nom d'une mystérieuse organisation terroriste proche-orientale (les « Troupes des révolutionnaires et résistants ») et de la cause palestinienne. Cependant, selon la diplomatie et les renseignements ouest-allemands, l'attentat aurait en réalité été commandité par la Libye de Mouammar Kadhafi pour faire payer à la France son soutien au Tchad dans le conflit tchado-libyen.
Hamouda Hassan Adouani est condamné à mort pour l'attentat en 1991, avant de voir sa peine commuée en 1993 et d'être finalement gracié et libéré en 2000. 

## Déroulement
Le 18 mars 1987, un homme s'installe à la terrasse du café « l'Historil », lieu de rendez-vous des militaires français de la base de Djibouti,,. Il y dépose une mallette contenant dix kilos d'explosifs, commande un jus d'orange et puis s'en va. À 19 h 15 (UTC+3), la bombe explose, tuant une dizaine de personnes et en blessant une quarantaine voire une cinquantaine,. La déflagration est si violente que certains cadavres ne sont même pas identifiables. Les forces de sécurité bouclent rapidement la place du 27-juin, où, selon les autorités, « de nombreux Djiboutiens sont allés serrer spontanément la main des Français pour leur témoigner qu'il n'y a pas de ressentiment contre eux ». Le ministre de l'Intérieur de Djibouti, Youssouf Ali Chirdon, et l'ambassadeur de France, Robert Thomas, se rendent sur les lieux peu de temps de temps après.  

## Victimes
Il existe différents bilans de l'attentat de l'Historil : 
- 11 morts (5 Français, 3 Djiboutiens et 3 Ouest-Allemands) et plus de quarante ou une cinquantaine de blessés (dont 15 Français, 12 Djiboutiens, plusieurs Ouest-Allemands et un Italien)[5],[7],[8] ;
- 12 morts (5 Français, 3 Djiboutiens et 4 Ouest-Allemands) et une quarantaine de blessés[3]  ;
- 15 morts et 45 blessés[9],[10].

Les cinq Français tués dont l'attentat sont quatre militaires (le sergent Pascal Huillet, le quartier-maître Alain Parvé, le matelot Martial Heyd et le sergent-chef Gérard Durek) et un civil (Gérald Delbourg, professeur au lycée technique de Djibouti),.
Les quatre ou trois Ouest-Allemands tués dans l'attentat sont des chercheurs embarqués à bord du navire océanographique Météor,.

## Auteur et responsabilités
Quelques jours après l'attentat, un suspect est arrêté à l'aéroport de Djibouti. Il s'agit de Hamouda Hassan Adouani, un ressortissant tunisien de 26 ans, arrivé le 8 mars 1987 à Djibouti avec un visa de dix jours. Il déclare à la police avoir commis l'attentat pour le compte des « Troupes des révolutionnaires et des résistants », une organisation terroriste qui l'aurait recruté à Damas, en Syrie. Son mobile officiel est le soutien à la cause palestinienne,,. En réalité, il aurait été l'instrument d'un règlement de comptes entre la Libye et la France,. Selon un télégramme de juillet 1987 du service de renseignement extérieur ouest-allemand, le BND, « les services partenaires affirment avec certitude » que Kadhafi a commandité cet attentat pour se « venger de la position française dans le conflit tchado-libyen ». Dans un autre télégramme, envoyé au ministère ouest-allemand des Affaires étrangères en 1988, les fonctionnaires de l'ambassade d'Allemagne de l'Ouest au Yémen du Nord (de) écrivent que les enquêteurs locaux croient que « l'attaque a clairement été ordonnée par la Libye ».  Malgré cela, aucune action judiciaire n'est engagée contre l'État libyen. Les tribunaux djiboutiens s'abstiennent de le faire, « faute de preuves et pour des raisons politiques », selon le ministère ouest-allemand des Affaires étrangères. Quant au procureur fédéral ouest-allemand, Kurt Rebmann (en), il ne saisit pas du dossier car il n'y a aucune preuve que l'organisation à l'origine de l'attentat soit active en Allemagne de l'Ouest. Hamouda Hassan Adouani est donc le seul à être jugé pour l'attentat. En mars 1991, il est condamné à la peine de mort par la cour criminelle de Djibouti, ce qui fait de lui le seul condamné à mort de l'histoire du pays depuis son indépendance,. En juin 1993, sa peine est commuée en emprisonnement à perpétuité (ou en emprisonnement de 20 ans,) par le président Hassan Gouled Aptidon. En juillet 2000, il est finalement gracié par le président Ismaïl Omar Guelleh. Depuis, il vit en liberté en Tunisie, dans sa région natale de Bizerte,,,.  